# Michel Vivant
Pour les articles homonymes, voir Vivant.
Michel Vivant, né le 11 septembre 1951, est un juriste, avocat  et enseignant français. Il a notamment travaillé sur des questions relatives au droit de l'informatique. Il est spécialisé en droit international et européen, en droit des propriétés intellectuelles, et en droit des nouvelles technologies.  
Il est adapte d'une approche pédagogique dans l'enseignement juridique, en faculté notamment, et considère que « le droit doit être quelque chose de pratique ».
Fondateur de l'ERCIM et de la spécialité Propriété intellectuelle du master de droit économique de l'Institut d'études politiques de Paris, il continue d'y enseigner comme professeur de droit émérite.

## Biographie

### Jeunesse et études
Né à Bourges le 11 septembre 1951, son grand-père a semble-t-il eu un rôle déterminant dans son orientation professionnelle en l'incitant à devenir juriste. Il suit une préparation littéraire avant de poursuivre ses études à la faculté de droit de Montpellier. En 1976, il obtient son doctorat en droit pour une thèse sur « Juge et loi du brevet » sous la direction du Professeur Jean-Marc Mousseron. Il devient professeur agrégé de droit en 1980.

### Parcours professionnel
Il entame sa carrière comme avocat (major du certificat d’aptitude à la profession d’avocat, puis lauréat de l'ordre) au barreau de Montpellier de 1972 à 1977. 
Michel Vivant a entamé sa carrière à l’Université de Pau (1980-1981), où il sera le vice-doyen de la Faculté de Droit. Il a dirigé l'Institut de recherche et d'études pour le traitement de l'information juridique (laboratoire du CNRS). Il fonde en 1989 l’équipe de Recherche « Créations immatérielles et Droit » (ERCIM) à l’Université de Montpellier, ainsi que le DEA puis le Master de Droit des Créations immatérielles qu'il a dirigé jusqu'à 2007. Il en a notamment été le doyen et le vice-président de 1990 à 1993.
En 2007, il est nommé à l'IEP de Paris où il dirige la spécialité  « Droit de l'innovation » du master de « Droit économique ». En 2018, il devient professeur émérite.
Il est en parallèle professeur au Centre d'Études Internationales de la Propriété intellectuelle (CEIPI) de Strasbourg jusqu'à 2019 et au sein du Master de Propriété intellectuelle de Yaoundé (sous triple sceau de l’OAPI, de l’OMPI et de l’Université de Yaoundé II).
En parallèle, Michel Vivant a enseigné dans de nombreux établissements en France ou à l'étranger comme professeur invité ou associé : Fondation Vargas (Rio), Académie de Droit européen (Trèves), Universités Can Tho (Vietnam), Cheik Anta Diop (Dakar), Hassan II (Casablanca), La Sagesse (Beyrouth), Laval (Québec), Louvain-la-Neuve, Université Mac Gill (Montréal), UNAM (Mexico), Tunis 1, etc.
Il a à ce jour dirigé les travaux de 72 docteurs en droit, dont 2 agrégés, 11 maîtres de conférences, 1 directeur de recherche CNRS, 7 enseignants étrangers de statut divers (Cameroun, Canada, Egypte, Iran, Mexique).

## Activités scientifiques
Michel Vivant est également expert scientifique auprès de la Commission européenne sur les questions relatives à la cybercriminalité, est régulièrement consulté par des instances aussi bien françaises qu'internationales et est parfois interrogé par les médias généralistes sur les questions de propriété intellectuelle,.
Michel Vivant a poursuivi ses très nombreuses activités (membre du Conseil supérieur de la propriété industrielle, expert auprès de la Commission européenne). Il a ainsi été :
- Membre de l’AIPPI (Association internationale pour la protection de la propriété intellectuelle)
- Ancien président du Comité de la promotion de la pensée juridique française en matière de PI
- Membre de l’AFPIDA (Association française pour la protection internationale du droit d’auteur), branche française de l’ALAI (Association littéraire et artistique internationale)
- Membre honoraire du Conseil d’administration du CEIPI
- Membre d’honneur de la French-American Bar Association
- président du Groupe de travail « Marques et Internet » de l’Institut Montaigne (2011 – 2013)
- Membre du Groupe de Travail Groupe de Travail consacré aux biotechnologies végétales et à la propriété industrielle du Comité économique, éthique et social du Haut Conseil des biotechnologies (2011 – 2013)
- Ancien Membre de la Commission consultative pour la recherche de l’OEB)
- Ancien membre du Comité national de la Recherche scientifique ou du Comité d'éthique pour les Sciences du CNRS

## Rôles et distinctions
- 1976 : Thèse de doctorat de droit honorée d'une subvention du Ministère de l'Éducation Nationale et couronnée par l'Académie française
- 1987 : Le Traité de Droit Informatique Lamy est couronné par l'Institut de France.
- Lauréat de l'Ordre des Avocats.
- 2009 : Prix du livre juridique pour l'ouvrage "Droit d'auteur"[11] corédigé avec Jean-Michel Bruguière.
- 3 février 2014 : doctor honoris causa de l'Université de Heidelberg
- 2017 : Professeur émérite à Sciences Po Law School Paris.
- Expert consultant pour les autorités françaises et internationales.
- Arbitre pour l’OMPI dans les litiges relatifs aux noms de domaine.
- Intervenant dans diverses organisations, y compris le comité stratégique de France Brevets et l’Institut Montaigne.

## Publications et Contributions
Michel Vivant codirige avec Pierre Sirinelli la Revue du Droit de l’immatériel. Il est par ailleurs membre du comité éditorial de Propriétés intellectuelles et du Journal of World Intellectual Property.
Auteur prolifique, Michel Vivant est auteur de nombreuses publications dans le domaine des propriétés intellectuelles, en sept langues dans seize pays. Il a écrit de nombreux articles et ouvrages, seul, ou en collaboration. En voici une liste non exhaustive, qui est cependant représentative des sujets d’étude privilégiés :
- Les créations immatérielles et le droit, Ellipses, le droit en question, 1998
- Le droit de l'entreprise et Internet, Presses Universitaires d'Aix-Marseille, 2002
- Protéger les inventions de demain, Biotechnologies, logiciels et méthodes d’affaires, La Documentation française, 2003
- Propriété intellectuelle et mondialisation, La propriété intellectuelle est-elle une marchandise ?, Dalloz, Thèmes & commentaires, 2004
- Le droit des brevets, Dalloz, 2e éd., 2005
- Quels droits pour les artistes du spectacle ?, avec Nathalie Mallet-Pujol et Jean-Michel Bruguière, Dalloz,Thèmes & commentaires, 2009
- European Case Law on infringements of intellectual property rights (dir.), sous l’égide de l’EUIPO, Larcier, 2016
- Droit d’auteur et droits voisins, Dalloz, 4e éd., 2019, avec J.-M. Bruguière
- Le Code de la Propriété intellectuelle annoté (jusqu’à 2020)
- Les grands arrêts de la propriété intellectuelle (dir.), Dalloz, 3e éd., 2020
- Mélanges en l’honneur de Michel Vivant, Penser le droit de la pensée, Coédition Dalloz/Lexis Nexis, 09/2020, 1e édition, Collectif
- Le Lamy Droit du numérique (ancien « Informatique et Réseaux ») (Lamy, réédition annuelle)